# شالوم هارلو
شالوم هارلو (انگلیسی: Shalom Harlow؛ زادهٔ ۵ دسامبر ۱۹۷۳) یک هنرپیشه، و مانکن (فرد) اهل کانادا است.
از فیلم‌ها یا برنامه‌های تلویزیونی که وی در آن نقش داشته‌است می‌توان به ملیندا و ملیندا، درون و بیرون، بازی ۶ و من عاشق کار شما هستم اشاره کرد.